# Odeon (zgradba)
Odeon [ódeon in odéon] je ime za več antičnih grških in rimskih stavb, zgrajenih za glasbene predstave: pevske vaje, glasbene predstave, poezijo in podobno. Beseda izvira iz starodavne grščine ᾨδεῖον – ideidejon, dobesedno »petje« ali »stavba za glasbena tekmovanja«; od glagola ἀείδω, aeidō, »pojem«, ki je tudi koren od ᾠδή, ōidē, »ode« in od ἀοιδός, aoidos, »pevka«.

## Opis
Na splošno je bila konstrukcija odeona podobna kot pri starem grškem gledališču, a je imela le četrtino velikosti, imela je streho zaradi akustike, kar je značilna razlika. Prototip odeona je bil Periklejev odeon (Atenski odeon), večinoma lesena stavba ob južnem pobočju Atenske akropole. Plutarh ga je opisal kot »mnogo sedežev in mnogo stebrov« in je bil lahko kvadraten, čeprav so izkopavanja našla tudi drugačno podolgovato obliko. Okrašen naj bi bil z jambori in drogovi z ladij, ki so jih zasegli Perzijci. Obnovil ga je kralj Ariobarzan I. iz Kapadokije po uničenju zaradi požara v prvi mitridatski vojni leta 87–86.

## Drugi odeoni
Najstarejši znan odeon v Grčiji je bil Skias v Šparti, ki se je tako imenoval zaradi podobnosti z vrhom dežnika, ki ga je postavil Teodor s Samosa (600 pr. n. št.). V Atenah je odeon blizu izvira Eneakrun ob reki Iis in naj bi bil iz časa Pejzistrata. Zdi se, da ga je Likurg obnovil ali rekonstruiral okoli leta 330 pr. n. št. To je verjetno stavba, ki so jo po Aristofanu uporabljali za pravosodne namene, razdeljevanje koruze in celo za začasno bivanje vojakov.
Najbolj veličasten odeon je bil Odeon Heroda Atiškega na jugozahodni skali Atenske akropole. Okoli leta 160 n. št. ga je zgradil bogat sofist in retorik Herod Atiški v spomin na svojo ženo. Velik del ostankov odeona je še viden. Lahko je sprejel 4500/5500 oseb, strop pa je bil zgrajen iz lepo izrezljanih tramov iz cedrovega lesa, verjetno z odprtim prostorom v središču za osvetlitev. Prav tako je bil obilno okrašen s slikami in drugimi umetniškimi deli. Podobne zgradbe so bile tudi v drugih delih Grčije; v Korintu, tudi darilo Heroda Atiškega; pri Patrasu, kjer je bil znan znamenit Apolonov kip; v Smirni, Tralu in drugih mestih v Mali Aziji. Prvi odeon v Rimu je zgradil Domicijan (Domicijanov odeon), drugega pa Trajan.

## Sodobni odeon
V novejšem času so bili zgrajeni veliki odeoni za izvajanje glasbe, gledališke in plesne predstave, kot na primer Odeon v Münchnu, Odeon na Dunaju ali Odeon, Evropsko gledališče (Théâtre National de l’Odéon) v Parizu.
Ime pa se v nekaterih primerih uporablja tudi za kino (Nickelodeon v Torontu).